# Misiones Orientales

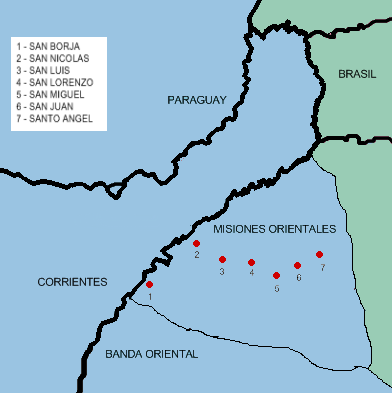
Le Misiones Orientales

Le Misiones Orientales (Missioni Orientali) sono una regione storica dell'America meridionale, in quello che oggi è il Rio Grande do Sul, lo stato più meridionale del Brasile.

## Descrizione
Insieme all'odierna provincia di Misiones in Argentina e al dipartimento di Misiones in Paraguay, formò le riduzioni gesuite tra il 1609 ed il 1756, un territorio quasi completamente indipendente creato e governato dall'ordine cattolico dei gesuiti. Fu famoso per la sua resistenza allo schiavismo e per le sue leggi di uguaglianza basata sulla Bibbia.
Il re di Spagna era ufficialmente il re di queste terre e nel Trattato di Madrid (1750) ne cedette la parte orientale ai portoghesi. Le sette missioni gesuite che vi sorgevano furono smantellate e spostate sul lato spagnolo occidentale del fiume Uruguay. I Guaraní che vi abitavano si rifiutarono di spostarsi, il che portò alla guerra dei Guaraní, vinta da Portogallo e Spagna.
Il territorio tornò alla Spagna nel 1777, grazie al Trattato di San Ildefonso (1777), per poi essere definitivamente ceduto al Portogallo con il Trattato di Badajoz (1801). Entrò a far parte del Brasile quando questo stato guadagnò l'indipendenza dal Portogallo nel 1822.